# Bršaka
Bršaka (krasena, lat. Reichardia), biljni rod iz porodice glavočika smješten u podtribus Hyoseridinae. Postoji 10 prizatih vrsta i tri hibridne, raširenih po europskom i afričkom Sredozemlju, na istok do Indijskog poluotoka, te po nekim zemljama istočne Afrike.
U Hrvatskoj je prisutna samo jedna vrsta, sredozemna bršaka (R. picroides).

## Vrste
1. Reichardia albanica F.Conti & D.Lakušić
2. Reichardia × baetica Gallego & Talavera
3. Reichardia × canariensis Gallego & Talavera
4. Reichardia crystallina (Sch.Bip. ex Webb & Berthel.) Bramwell
5. Reichardia dichotoma Freyn
6. Reichardia famarae Bramwell & G.Kunkel
7. Reichardia gaditana (Willk.) Samp.
8. Reichardia intermedia (Sch.Bip.) Samp.
9. Reichardia ligulata (Vent.) G.Kunkel & Sunding
10. Reichardia macrophylla Vis. & Pancčić
11. Reichardia picroides (L.) Roth
12. Reichardia × sventenia Gallego & Talavera
13. Reichardia tingitana (L.) Roth